# Mahamat Idriss Déby
Mahamat Idriss Déby Itno (en arabe : محمد إدريس ديبي), né le 4 avril 1984 à N'Djaména (Tchad), est un officier militaire et homme d'État tchadien, président de la république du Tchad depuis le 21 avril 2021.
Après la mort inattendue de son père Idriss Déby, dans une offensive militaire, en avril 2021, il devient président du Conseil militaire de transition puis président de la Transition, faisant office de chef d'État dans des conditions controversées. Il remporte l'élection présidentielle de 2024. En décembre 2024, il est élevé au rang de  maréchal du Tchad.

## Biographie

### Origines et formation
Fils d'une mère gorane, Mahamat Idriss Déby Itno est élevé par la mère du président Idriss Déby, et porte pour cette raison le surnom de « Mahamat Kaka » (kaka signifiant « grand-mère » en arabe tchadien).
Le jeune homme suit sa scolarité secondaire jusqu'à la cinquième au Tchad et la poursuit en France, où, après sa quatrième et sa troisième, il étudie un an et demi au lycée militaire d'Aix-en-Provence, en classes préparatoires littéraires. À son retour, il est inscrit à l'école d'officiers du Groupement des écoles militaires interarmées (Gémia) tchadien. Il en sort sous-lieutenant.

### Carrière militaire
Le père de Mahamat Idriss le fait affecter à la Direction générale de service de sécurité des institutions de l'État (DGSSIE), la garde prétorienne du régime, en tant que commandant adjoint du groupement d’infanterie.
Sa première expérience au combat a lieu en avril 2006, lorsque les Forces unies pour le changement (FUC) de Mahamat Nour Abdelkerim lancent un raid sur la capitale du Tchad. Il est promu au grade de commandant.
En 2007, son demi-frère aîné Brahim, meurt assassiné à Courbevoie, en France. Selon certains journalistes, celui-ci était l'héritier présomptif de son père, malgré sa réputation d'homme dangereux, violent et imprévisible,.
En mai 2009, Mahamat Idriss Déby est nommé général de brigade et participe à la bataille victorieuse d'Am-Dam contre une coalition de groupes rebelles menée par Timan Erdimi, dans l'est du Tchad,.
Il reçoit en 2010, au sein de la DGSSIE, le commandement de l'escadron blindé et des gardes du corps. En 2012, il est ensuite nommé à la tête du groupement no 1 de la DGSSIE (sur trois groupements), chargée de la sécurité du palais présidentiel.
En 2013, il est nommé au poste de commandant en second des Forces armées tchadiennes en intervention au Mali (Fatim), dans le nord du Mali, sous les ordres du général Oumar Bikomo, mais en serait le chef officieux. Il participe notamment à la bataille du Tigharghâr.
Le 20 septembre 2014, Mahamat Idriss Déby est nommé directeur général de la DGSSIE. En octobre 2018, il est élevé au grade de général de corps d'armée,.
Mahamat Idriss Déby devient général d'armée le 2 décembre 2021.
Le 9 décembre 2024, le Conseil national de transition élève Mahamat Idriss Déby Itno à la dignité de maréchal.

### Président de la république du Tchad

#### Président du Conseil militaire de transition

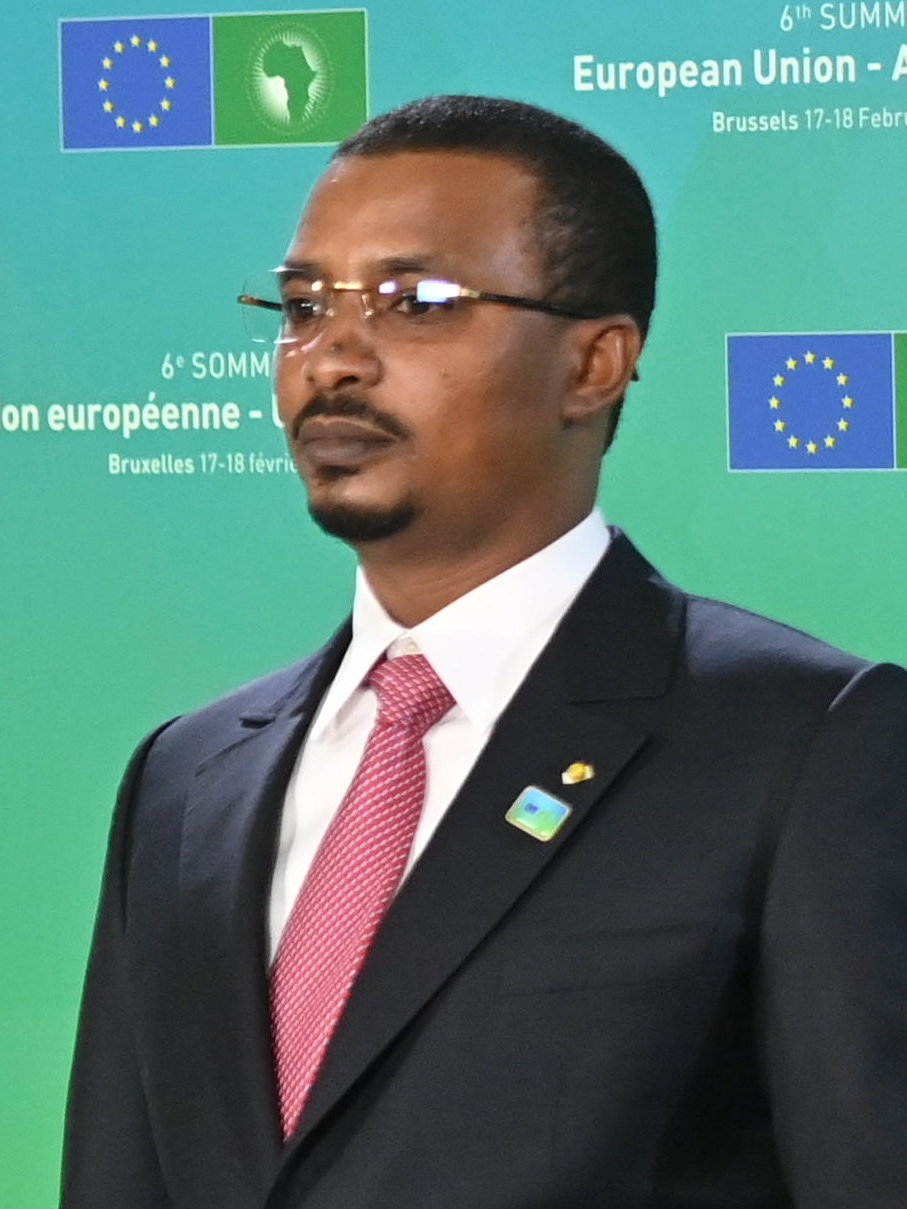
Mahamat Idriss Déby en 2022

Le 21 avril 2021, au lendemain de la mort d'Idriss Déby dans une offensive militaire, dans le cadre de l'insurrection dans le nord du Tchad, il prend la tête d'un Conseil militaire de transition et, en vertu de la charte de ce Conseil, occupe la fonction de président de la République,. La Constitution du 4 mai 2018, révisée le 14 décembre 2020, qui prévoit qu'en cas de vacances du pouvoir, le président du Sénat assure l'intérim pendant 45 à 90 jours, le temps d'élire un nouveau président de la République, est ainsi suspendue. L'armée annonce la dissolution de l'Assemblée nationale et du gouvernement, puis décrète la fermeture des frontières et l'instauration d'un couvre-feu. Le Conseil militaire de transition annonce prendre le pouvoir pour une durée transitoire de dix-huit mois, à l'issue de laquelle des élections doivent être organisées.
Le 25 septembre 2021, il nomme les 93 membres du Conseil national de transition.
Le 20 août 2022, un peu moins d'un an plus tard, il ouvre officiellement, après qu'il a été reporté plusieurs fois, un dialogue national inclusif souverain (DNIS) entre la junte, l'opposition civile, et les groupes rebelles. Ce dialogue national, qu'il promettait dès son accession au pouvoir et qui a pour but de déboucher sur des élections libres et démocratiques du président de la république et du parlement, est toutefois vivement critiqué. Le dialogue regroupe 1400 délégués, dont 21 formant le praesidium. Gali Ngothé Gatta, opposant et adversaire d'Idriss Déby lors de l'élection présidentielle de 2016, est élu chef du présidium. Saleh Kebzabo, vice-président du Comité d'organisation du Dialogue national inclusif souverain, qui reconnaît l'autorité de la junte, critique le reproche fait à l'égard du dit Comité de « ne pas avoir intégré assez d'arabisants ». Certains délégués civils prenant part au dialogue dénoncent une homogénéité parmi les membres du praesidium quant au bord politique que ces membres fréquentent, à l'exception du président, qui est indépendant. Le dialogue est ainsi boycotté notamment par des intellectuels, membres de la société civile, le qualifiant de « monologue ». Le 27 août 2022, la police tchadienne encercle le siège du parti des Transformateurs et le 1er septembre elle disperse avec brutalités une manifestation incluant des membres du parti et invitant les habitants de N'Djaména à assister au meeting de leur leader, Succès Masra. Cet évènement provoque l'indignation du groupe rebelle Front pour l'alternance et la concorde au Tchad (FACT), ce dernier réitérant son boycott en raison de la répression. La fin du DNIS est prévue au 20 septembre 2022.

#### Président de la Transition
Le 3 octobre, le DNIS allonge la durée de la transition et autorise les personnalités alors à la tête de la transition, soit Mahamat Idriss Déby Itno et son Premier ministre Albert Pahimi Padacké, à se présenter à la présidence à l’issue de la période de transition. Cette mesure, qui va à l'encontre des préconisations de l'Union africaine, suscite aussi des inquiétudes au sein de l'Union européenne, et conforte les opposants politiques ayant boycotté le DNIS, l'un d'entre eux concluant à « une mascarade ». Après la clôture des travaux du dialogue national inclusif souverain, et la dissolution du Conseil militaire de transition le 8 octobre 2022, Mahamat Idriss Déby devient président de la transition. En mars 2023, Mahamat Idriss Déby Itno gracie 259 des 262 manifestants condamnés à de la prison ferme après une manifestation contre le pouvoir réprimée dans le sang en octobre 2022, Quelques jours après avoir gracie 380 rebelles condamnés à la prison à vie.

#### Élection présidentielle de 2024
Le 13 janvier 2024, Mahamat Idriss Déby Itno est désigné candidat à l’élection présidentielle du 6 mai 2024 par son parti, le Mouvement patriotique du salut, réuni en congrès à N’Djamena. Le 2 mars 2024, il confirme sa candidature, validée le 24 mars par le Conseil constitutionnel.
Le 2 avril 2024, il annonce la parution de son livre autobiographique intitulé De Bédouin à Président,.
Le 6 mai 2024, il est élu président de la République avec 61 % des voix selon les résultats provisoires de l'Agence nationale de gestion des élections (ANGE). Le 16 mai, le Conseil constitutionnel le proclame vainqueur avec 61 % des suffrages. Il est investi président de la République le 23 mai 2024
En janvier 2024, une enquête préliminaire est ouverte par le parquet national financier (PNF) en France, pour détournement de fonds publics et recel « concernant les dépenses vestimentaires de Mahamat Idriss Déby Itno à Paris ». L'enquête du parquet national financier s'intéresse au patrimoine immobilier de sa famille en France. Celui-ci est évalué à au moins 30 millions d’euros.
Le 21 janvier 2025, son frère Adam Idriss Déby Itno s'en prend à lui dans une lettre, l'appelant notamment à démissionner.
Le 29 janvier 2025, à l'issue du congrès organisé par le MPS, Mahamat Idriss Déby est désigné président national du MPS.

## Vie privée
Père de neuf enfants, il est musulman pratiquant.

## Publications
- De bédouin à président, autobiographie de 168 pages, VA-éditions, avril 2024  (ISBN 978-2360933259)[35],[36].